# 30306 Frigyesriesz
30306 Frigyesriesz è un asteroide della fascia principale. Scoperto nel 2000, presenta un'orbita caratterizzata da un semiasse maggiore pari a 2,5283113 UA e da un'eccentricità di 0,0303151, inclinata di 2,01538° rispetto all'eclittica.